# Holstensk Schweiz
Holstensk Svejts eller Holsteinische Schweiz ligger i det nordlige Tyskland og er landskabet mellem Kiel og Lübeck i Slesvig-Holsten. Området er domineret af bakker, skove og søer. Bungsberg er med 168 meter det højeste punkt i Slesvig-Holsten. Ved Bungsberg findes også en lille skilift. Holstensk Svejts udgør den største del af halvøen Wagrien. Større byer er Plön, Malente og Eutin. 